# エプケ・ゾンダーランド

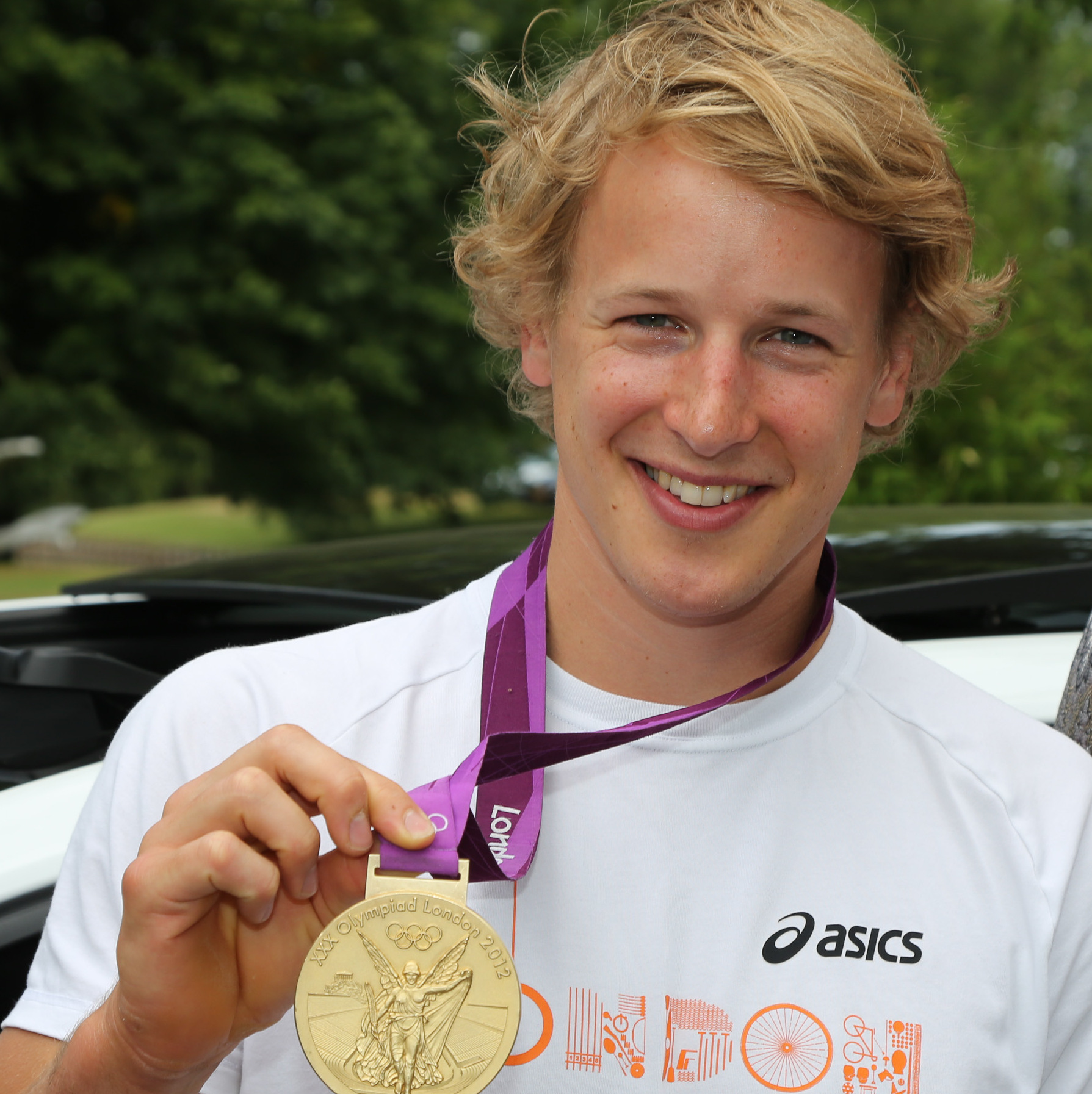
2012年ロンドン五輪の金メダルを手にするゾンダーランド

エプケ・ゾンダーランド（Epke Zonderland、1986年4月16日-）は、オランダ・レンマー出身の男子体操選手。身長173cm、体重68kg。得意種目は鉄棒。あだ名は鉄棒の神様。

## 略歴
- 兄と姉が体操選手という家庭に育ち、4歳で競技を始める。
- 2012年ロンドンオリンピックの鉄棒の決勝で16.533点を出し、オランダの男子体操史上初となる金メダルを獲得。
- 2016年リオデジャネイロオリンピックの鉄棒は決勝に進出したものの、14.033点で7位に終わり、連覇を逃した。
- 世界選手権の鉄棒では2013年アントワープ大会、2014年南寧大会、2018年ドーハ大会で金メダル、2009年ロンドン大会、2010年ロッテルダム大会、2017年モントリオール大会で銀メダルを獲得。
- ゾンダーランドの鉄棒は、難度の高い技を連続して行う、アクロバティック的な演技が特徴。
- フローニンゲン大学医学部に通い、外科医を目指している。